# Osdorp Posse
Osdorp Posse was een Nederlandstalige hiphopgroep uit Amsterdam Nieuw-West. Zij waren de eersten die de term nederhop gebruikten en worden in Nederland algemeen erkend als de voorvaders van Nederlandstalige hiphop.

## Groepsleden
De Nederlandse hiphopgroep bestond uit Def P (Pascal Griffioen), back-uprappers DJ IJsblok (Marco Moolhuizen) en King (Arthur Bezuijen), de beatcreator/producer Seda (Robin Bezuijen) en de dj, DJ Daan (Daan Snouck Hurgronje). Def P en IJsblok zijn neven van elkaar, King en Seda zijn broers.

## Ontstaan
Osdorp Posse is in 1989 opgericht en was daarmee de eerste Nederlandstalige rapgroep.
Het VPRO-televisieprogramma Onrust zond in 1990 een videoclip van het nummer "Moordenaar" en een interview met de groep uit.
In 1992 werd op het Nederlandse platenlabel Djax van Saskia Slegers het debuutalbum Osdorp stijl uitgebracht. Het album had onverwachts succes en daarom volgde in datzelfde jaar de ep Roffer dan ooit. Op de Nederlandse radio werd Osdorp Posse beschuldigd van 'gettootje spelen', en een groep genoemd die niet serieus genomen mocht worden, omdat ze in het Nederlands rapten.
In 1993 werd een nieuw album uitgebracht: Vlijmscherp. Op dit album gaf Osdorp Posse zijn mening over de media, die er op dit album flink van langs kregen. Door nummers als "Ghetto'tje spelen" waarin een presentatrice werd uitgemaakt voor kaaskopkut, werd Osdorp Posse helemaal niet meer op de radio gedraaid. Sterker nog: zowel de publieke als de commerciële radiozenders schonken helemaal geen zendtijd meer aan de Osdorp Posse.
Dit betekende echter niet het einde van Osdorp Posse. In 1995 werd Afslag Osdorp uitgebracht, waar de typerende scherpe teksten en maatschappijkritisch onderwerpen zoals prostitutie, echte liefde, religie en mishandeling in het Amsterdams op rijm werden gezet. 
Afslag Osdorp wordt wel beschouwd als hun beste album. Het was in ieder geval een hun meest succesvolle albums, en tevens een van de bestverkochte nederhop-albums aller tijden. Afslag Osdorp was het eerste Nederlandstalige rap-album dat in de Album Top 100 terecht kwam, in totaal 14 weken met zelfs een notering in de top 20 . Een unicum, met de piekpositie in de hitlijsten die pas 7 jaar later geëvenaard zou worden door Brainpower . 
In 1996 werd een samenwerkingsverband aangegaan met de metalband Nembrionic wat resulteerde in het album Briljant, hard en geslepen, waarop de muziekgenres hiphop en metal gecombineerd werden. De reacties op dit album waren erg gemengd.
In 1997 werd het album Geendagsvlieg uitgebracht waarop samengewerkt werd met Henny Vrienten van Doe Maar en metalband Blind Justice. Datzelfde jaar werd het succes bezegeld met twee shows op Pinkpop, waarvan een op het hoofdpodium, wat uiteindelijk de grootste Nederlandstalige rap-show van de jaren '90 werd . Daarnaast werd dat jaar het eigen platenlabel RAMP Records opgericht. 
Het laatste album van de Osdorp Posse bij Djax kwam uit in 1998. Dit was een jubileumalbum genaamd Oud & nieuw - 10 jaar O.P. en bestond uit remixen en enkele nieuwe nummers gecombineerd met een boek waarin Def P de geschiedenis en het ontstaan van Osdorp Posse beschrijft. Vanaf dat jaar brengt Osdorp Posse hun albums uit op het eigen label RAMP Records. In het daaropvolgende jaar werd de band aangevuld met een vijfde bandlid, DJ Daan.

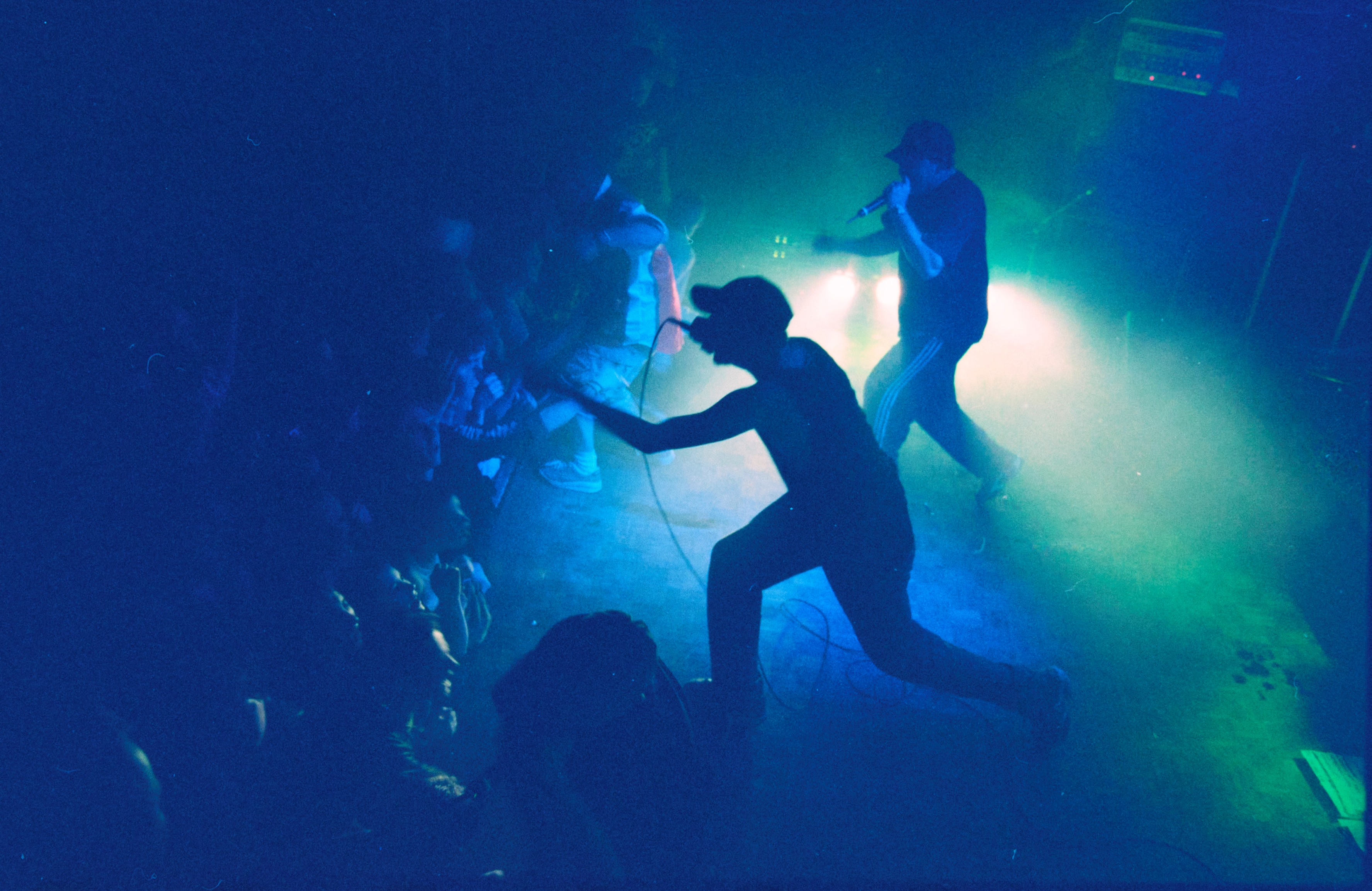
Osdorp Posse (1999)
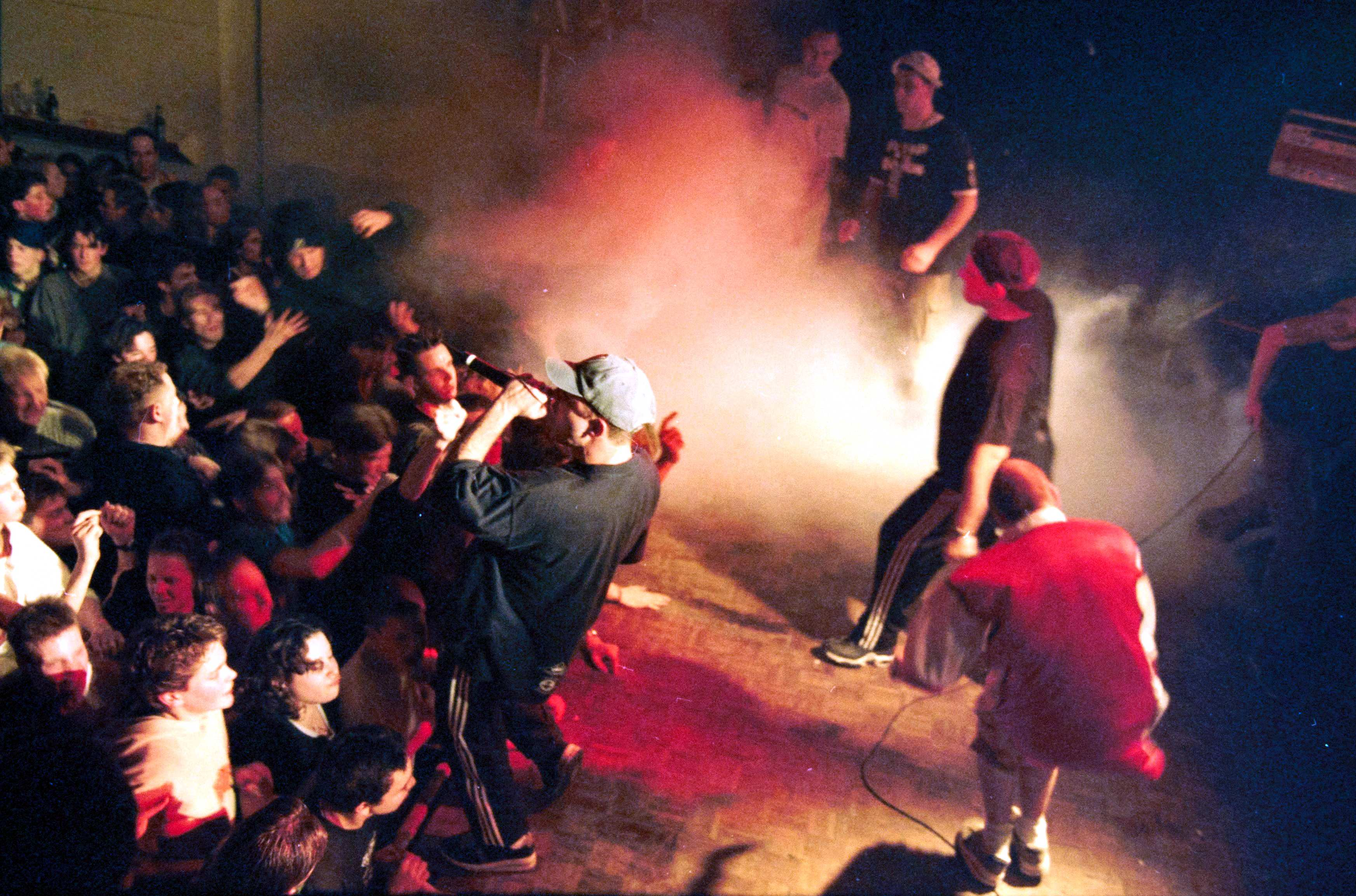
Osdorp Posse (1999)

### Commercieel succes
In 2000 behaalde de Osdorp Posse een top 10-hit in de Top 40 met de single Origineel Amsterdams, die terug te vinden is op het album Kernramp. Kernramp betrof het eerste Nederlandstalige hiphop dubbelalbum dat werd uitgebracht. Op cd 2 zijn, naast demo's en remixen van Osdorp Posse, nummers te horen van RAMP Records-artiesten als Sores, Casto en Blind Justice. Alleen al in de maanden na de uitgave werden 17,000 fysieke exemplaren verkocht , uniek voor Nederlandstalige rap in die tijd. Toen het album in 2019 opnieuw werd uitgebracht op vinyl, werd het in de week van uitgave het bestverkochte album op vinyl . 
Na Kernramp werd de aandacht gericht op de gelegenheidscombinatie Def P & Beatbusters, een samenwerkingsverband tussen rapper Def P en de Betuwse skaband Beatbusters. In 2001 kwam het Def P & Beatbusters-album Aangenaam uit op EMI Music. Van dit album kwamen de twee hits "Stad en land" en "Bubbelbad".  
Naast zijn werk met Beatbusters bracht Def P dit jaar ook zijn tweede solo-album uit, genaamd Het Ware Aardverhaal. Dit is een hoorspelrap over het ontstaan van de mens en het al dan niet bestaan van buitenaards leven. De beats op dit album werden verzorgd door Warlock, die eerder al te horen was op het eerste Onderhonden-album. Ditzelfde jaar bracht ook Seda op RAMP een soloalbum uit genaamd RAMP breakz Volume 1, een kruising tussen een instrumentaal hiphopalbum en een scratchplaat voor dj's. 
Twee jaar later volgde het album Tegenstrijd. Dit album bevat onder meer het nummer "Ik Eerst". Voor dit nummer is samen met Greenpeace een clip gemaakt, bedoeld om aandacht te vestigen op de huidige milieuproblematiek.
In 2005 kwam er het 2-dvd 1-cd bevattende Hollandse hardcore hip hop helden uit. De dvd Hoe schijt de ventilator raakt bevat beeldmateriaal over hoe de Osdorp Posse is ontstaan. De dvd Clips en bits bevat alle videoclips van de Osdorp Posse. Tevens bevat deze dvd videoclips van underground-bandjes. Op het album Hollandse hardcore hip hop helden wordt onder meer samengewerkt met de Venezolaanse metalband Laberinto, Onderhonden en gabber-dj The Prophet (die vroeger als DJ Dov met Def P deel uitmaakte van de Engelstalige hiphopgroep Funky Fresh Force).
In 2009 werd Afslag Osdorp heruitgegeven. Deze cd was destijds al de meest verkochte cd van Osdorp Posse. Door de heruitgave behaalde Afslag Osdorp de status van Gouden Plaat.

### Gestopt
Op 9 juni 2008 maakte de rapgroep bekend na twintig jaar te stoppen. In 2009 deed de groep een afscheidstournee en verscheen er een album met een overzicht van de groep. Dit dubbelalbum, getiteld 2 Decennia, geeft een overzicht van 20 jaar Osdorp Posse. Het bevat, naast zes nieuwe nummers, remixes van nummers uit het eerste decennium en door de bandleden geselecteerde nummers uit het tweede decennium.
Vele aanbiedingen voor lucratieve reünie-tours in de wind geslagen, kwam de band op 2 december 2023 nog een allerlaatste keer bij elkaar als verrassingsoptreden tijdens het podium-afscheid van frontman Def P. 

## Discografie

### Albums
| Album met eventuele hitnotering(en) in de Nederlandse Album Top 100 | Datum van verschijnen | Datum van binnenkomst | Hoogste positie | Aantal weken | Opmerkingen                   |
| ------------------------------------------------------------------- | --------------------- | --------------------- | --------------- | ------------ | ----------------------------- |
| Osdorp stijl                                                        | 1992                  | -                     | -               | -            |                               |
| Roffer dan ooit                                                     | 1992                  | -                     | -               | -            | ep                            |
| Vlijmscherp                                                         | 1993                  | -                     | -               | -            |                               |
| Afslag Osdorp                                                       | 1995                  | 01-07-1995            | 19              | 14           | Goud                          |
| De Commercieelste Hits                                              | 1995                  | -                     | -               | -            |                               |
| Briljant Hard en Geslepen                                           | 1996                  | 08-06-1996            | 29              | 13           | met Nembrionic                |
| Geendagsvlieg                                                       | 1997                  | 15-03-1997            | 20              | 11           |                               |
| Oud en nieuw                                                        | 1998                  | 09-05-1998            | 47              | 6            | Album & boek 10 Jaar O.P.     |
| Kernramp                                                            | 2000                  | 22-04-2000            | 38              | 18           | Incl. bonus-cd Harde kernramp |
| Tegenstrijd                                                         | 2003                  | 08-02-2004            | 53              | 6            |                               |
| Hollandse Hardcore Hiphop Helden                                    | 2005                  | -                     | -               | -            |                               |
| The world might suck                                                | 2008                  | -                     | -               | -            | met Laberinto                 |
| Afslag Osdorp                                                       | 2009                  | -                     | -               | -            | Heruitgave                    |
| 2 Decennia                                                          | 2009                  | -                     | -               | -            | Verzamelalbum                 |
| Osdorp Posse Top 100                                                | 2012                  | 22-09-2012            | 58              | 2            | Verzamelalbum                 |

### Singles
| Single met eventuele hitnotering(en) in de Nederlandse Top 40 | Datum van verschijnen | Datum van binnenkomst | Hoogste positie | Aantal weken | Opmerkingen                 |
| ------------------------------------------------------------- | --------------------- | --------------------- | --------------- | ------------ | --------------------------- |
| Hardcore Leeft                                                | 1994                  | -                     | -               | -            | met Nembrionic              |
| Ongeplugd                                                     | 1994                  | -                     | -               | -            |                             |
| Origineel Amsterdams                                          | 2000                  | 10-06-2000            | 10              | 9            | Nr. 10 in de Single Top 100 |
| Kernramp                                                      | 2000                  | -                     | -               | -            |                             |
| Chemoderniseerd                                               | 2000                  | -                     | -               | -            | met Blind Justice           |
| Ik eerst / Jongens uit de industrie                           | 2003                  | -                     | -               | -            |                             |
| Fok jou!                                                      | 2003                  | -                     | -               | -            |                             |

### Dvd's
- Hollandse hardcore hip hop helden (2005)

### Onderhonden
- Onderhonden van de Grond (single, 1998)
- Subwoefers (album, 1998)
- Op de vlucht (single, 2003)
- Afblaffers (album, 2004)
- Rotkwijlers (album, 2011)

## Trivia
- Aan het einde van het nummer "Origineel Amsterdams" (2000) is kort een stukje uit een nummer van volkszanger Bolle Jan (Jan Froger) te horen.
- Extince rapt samen met de Osdorp Posse mee in het nummer Turbotaal. Dit nummer staat alleen op de cd-single Ongeplugd.
- Veertien jaar na de uitgave is Afslag Osdorp alsnog goud geworden. De verkoopaantallen bleven toentertijd op 38.000 steken. Het album is in 2009 opnieuw in druk gegaan, en zodoende zijn er 40.000 albums verkocht, goed voor een gouden plaat.